# Portrait de Marie-Antoinette à la rose
Marie-Antoinette à la rose est un célèbre portrait de Marie-Antoinette, reine de France, peint par la peintre française Élisabeth Vigée Le Brun et exposé au Salon de peinture et de sculpture de 1783. Il est conservé au château de Versailles.

## Description
Le portrait montre la reine Marie-Antoinette à mi-corps vu de trois-quarts portant dentelle, perles et chapeau, tenant une rose de la main gauche.
Ce portrait intimiste, qui représente la reine avec simplicité, a donné lieu à cinq variantes (la reine avec chapeau, en robe de mousseline…).

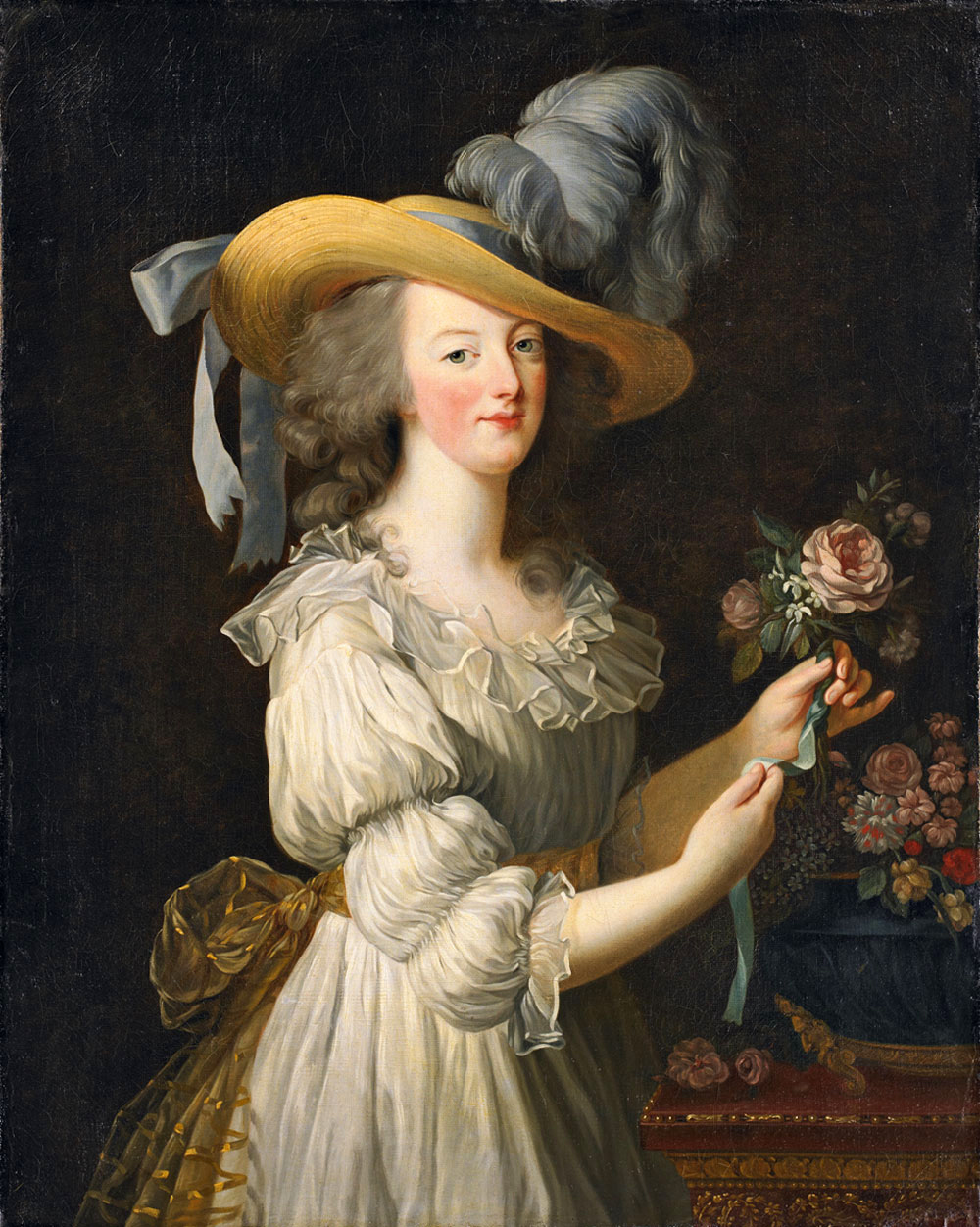
Marie-Antoinette en gaulle.

Au Salon de 1783, un autre portrait avait précédemment été exposé qui la représente dans une robe de gaule (mousseline de coton) qui est généralement utilisée en linge de corps ou d'intérieur. Mais les critiques se scandalisent du fait que la reine est en chemise, si bien qu'au bout de quelques jours, Mme Vigée Le Brun fait retirer Marie-Antoinette en gaulle et le remplace. 

Le succès du second portrait profite du « faux pas » du premier. La peintre use d'une science subtile de transgressions « sécurisées » et de compromis « délibérés ». 

Le premier tableau valut à la peintre de nombreuses commandes et l'institua en initiatrice et en maitresse incontestée d'un nouveau type de portrait féminin.